# دشمن (فیلم ۱۹۹۸)
دشمن (به هندی: Dushman) فیلمی محصول سال ۱۹۹۸ و به کارگردانی تانوجا چاندرا است. در این فیلم بازیگرانی همچون سانجی دات، کاجول، اشوتوش رانا، تانوی عظمی، کونال خمو، راهول سینگ ایفای نقش کرده‌اند.

## داستان
نِنا و سونیا (کاجول) دو خواهر دوقلوی ۱۸ ساله هستند ک همراه با مادر و خواهر کوچکترشان زندگی شادی دارند و قرار است سونیا به زودی با هم کلاسی شان کبیر ازدواج کند.
در همین زمان شخصی به نام گوکول با طعمه قرار دادن دختران تنها، پس از تجاوز آنها را به قتل می‌رساند. خانواده‌های قربانیان همگی در برابر این اتفاق سکوت کرده و به دنبال بانی مرگ دخترانشان نیستند. طعمهٔ بعدی گوکول، نِنا است. اما وقتی به منزل آنها می‌رود با سونیا مواجه می‌شود و او را به جای نِنا به قتل می‌رساند. نِنا با پافشاری خود گوکول را تحویل قانون می‌دهد. اما پس از سهل انگاری قانون، تصمیم می‌گیرد خود انتقام خواهرش را بگیرد و در این راه از سورج سینگ (سانجی دات) که در راه وطن بینایی خود را از دست داده کمک می‌گیرد.